# Hiệp ước Gulistan
Hiệp ước Gulistan (còn được viết là Golestan: tiếng Nga: Гюлистанский договор, chuyển tự Gyulistanskiy dogovor; tiếng Ba Tư: عهدنامه گلستان, chuyển tự Ahdnāme-ye Golestān) là một hiệp ước hòa bình được ký kết giữa Đế quốc Nga và Qajar Iran vào ngày 24 tháng 10 năm 1813 tại làng Gulistan (nay thuộc Quận Goranboy của Azerbaijan) sau Chiến tranh Nga-Ba Tư (1804–1813). Các cuộc đàm phán hòa bình đã được thúc đẩy bởi cuộc tấn công vào Lankaran của Tướng Pyotr Kotlyarevsky vào ngày 1 tháng 1 năm 1813. Đây là hiệp ước đầu tiên trong một loạt các hiệp ước được ký kết giữa Qajar Iran và Đế quốc Nga (cuối cùng là Hiệp ước Akhal), buộc Iran phải nhượng lại các vùng lãnh thổ trước đây là một phần của Iran.
Hiệp ước xác nhận việc nhượng lại và sáp nhập những gì hiện là Dagestan, miền đông Gruzia, hầu hết Cộng hòa Azerbaijan và một số vùng phía Bắc Armenia từ Iran nhập vào Đế quốc Nga.
Văn bản được soạn thảo bởi nhà ngoại giao người Anh Gore Ouseley, người đóng vai trò hòa giải và có ảnh hưởng đáng kể trong triều đình Iran. Đại diện phía Nga ký vào hiệp ước là Nikolay Rtischev, đại diện của Iran là Mirza Abolhassan Khan Ilchi.
Kết quả của hiệp ước là việc chuyển giao phần lớn các vùng lãnh thổ Kavkaz của Iran cho Đế quốc Nga. Hiệp ước này cũng trực tiếp góp phần vào sự bùng nổ của cuộc chiến tranh tiếp theo trong thế kỷ XIX: Chiến tranh Nga–Ba Tư (1826–1828), trong đó lực lượng Iran một lần nữa bị đánh bại. Trong Hiệp ước Turkmenchay sau đó, Iran Qajar  đã mất quyền sở hữu các vùng lãnh thổ Kavkaz còn lại của mình, bao gồm Armenia ngày nay và phần còn lại của Azerbaijan. Đến năm 1828, Iran đã mất tất cả các vùng lãnh thổ ở Ngoại Kavkaz và Bắc Kavkaz theo cả hai hiệp ước. Khu vực phía Bắc sông Aras, bao gồm lãnh thổ của các quốc gia hiện nay là Gruzia, Azerbaijan, Armenia và Cộng hòa Dagestan thuộc Nga ở Bắc Kavkaz, là một phần của Iran cho đến khi bị Nga chiếm đóng trong thế kỷ XIX.

## Bối cảnh
Năm 1801, sau cái chết của Nga hoàng Pavel I, người con trai trưởng của ông là Đại công tước Aleksandr lên kế vị với Đế hiệu Aleksandr I. Vị sa hoàng mới rất háo hức mở rộng quyền kiểm soát của Đế chế Nga ra các vùng lãnh thổ lân cận. Vài năm trước đó, Fath Ali Shah Qajar cũng trở thành vị shah mới của Iran sau vụ ám sát chú của mình là Mohammad Khan Qajar, vào năm 1797. Trong thời gian trị vì của mình, Agha Mohammad Khan đã đánh bại và tái thiết lại các chư hầu, gồm có Afsharid Iran và Safavid Iran, ngày nay là miền đông Gruzia, Armenia, miền nam Dagestan và Azerbaijan. Ông tuyên bố những khu vực đó là phần lãnh thổ hợp pháp dưới quyền của Iran. Trong và sau Trận Krtsanisi năm 1795, ông đã giành lại toàn quyền kiểm soát miền đông Gruzia, Dagestan, Armenia và Azerbaijan. Vài năm sau, khi Agha Mohammad Khan bị ám sát tại Shusha, Phiên vương Heraclius II xứ Gruzia cũng qua đời. Đế chế Nga, mong muốn mở rộng lãnh thổ và thương mại của mình, đã tận dụng cơ hội này để sáp nhập miền đông Gruzia. Triều đình Iran đã cố gắng liên minh với Pháp dưới thời Đệ nhất tổng tài Napoleon Bonaparte vào năm 1801 để thiết lập một vị thế tốt hơn trong trường hợp chiến tranh với Nga, nhưng những nỗ lực đó đã không thành công. Sau đó, khi cả Nga và Anh đều tham gia vào các cuộc chiến tranh Napoleon, Fath Ali Shah thay vào đó đã làm trung gian cho một thỏa thuận với Anh để cung cấp cho Iran sự hỗ trợ quân sự từ quân đội Anh để đổi lấy việc người Iran sẽ ngăn chặn bất kỳ quốc gia châu Âu nào xâm nhập vào tiểu lục địa Ấn Độ. Sau thỏa thuận, Iran đã tham gia vào Chiến tranh Nga-Ba Tư lần thứ nhất chống lại một nước Nga đang bận tâm về quân sự, nước này đang đầu tư rất nhiều vào các cuộc chiến tranh Napoleon.
Động cơ chính của triều đình Iran khi tham gia vào cuộc chiến là để khẳng định lại quyền kiểm soát của mình đối với Gruzia và bảo vệ phần còn lại của biên giới phía tây bắc của mình. Tuy nhiên, Fath Ali Shah cũng đã nghe nói về những hành động mà các chỉ huy Nga đã gây ra ở Gruzia "thông qua việc tống tiền hàng loạt và quản lý kém".
Về mặt số lượng, lực lượng Iran có lợi thế đáng kể trong suốt cuộc chiến, với một đội quân lớn gấp 5 lần so với quân đội Nga ở Kavkaz. Tuy nhiên, lực lượng Iran tụt hậu về mặt công nghệ và được huấn luyện kém, một vấn đề mà chính phủ Iran không nhận ra cho đến tận sau này. Bất chấp những yếu điểm, cuộc chiến vẫn tiếp diễn ở miền bắc Iran, Azerbaijan và các khu vực của Gruzia. Triều đình Iran đã đi xa đến mức tuyên bố một cuộc thánh chiến chống lại Đế chế Nga và kêu gọi các thần dân Iran của mình duy trì sự thống nhất. Triều đình Tehran cũng thỉnh cầu viện trợ quân sự và tài chính từ Napoleon của Pháp theo thoả thuận Liên minh Pháp-Iran. Mặc dù Pháp hứa sẽ hỗ trợ tham vọng của Iran và giúp nước này giành lại lãnh thổ Gruzia vừa mất, cuối cùng Napoleon đã từ bỏ đồng minh Iran mà không có sự hỗ trợ nào vì mối quan hệ của Pháp với Nga quan trọng hơn sau khi hai nước ký Hiệp ước Tilsit năm 1807. Bước ngoặt của cuộc chiến xảy ra vào ngày 31 tháng 10 năm 1812 trong Trận Aslanduz, trong đó quân đội Iran đã phải chịu một thất bại quyết định. Sau trận chiến, Fath Ali Shah không còn lựa chọn nào khác ngoài việc ký Hiệp ước Gulistan.

## Điều khoản

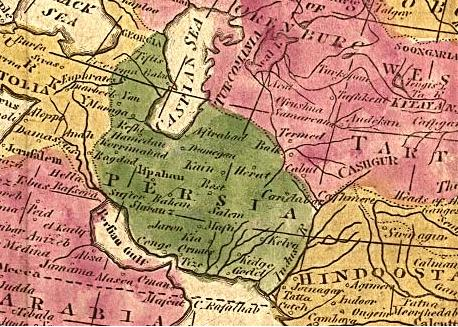
Iran năm 1808 theo bản đồ của Anh, trước khi mất lãnh thổ phía Tây Bắc vào tay Nga theo Hiệp ước Gulistan năm 1813 và mất Herat vào tay Anh theo Hiệp ước Paris (1857)

"Thông qua văn bản này, Nga đã được xác nhận sở hữu tất cả các hãn quốc – Karabagh, Ganja, Shekeen, Shirvan, Derbend, Kouba và Baku, cùng với một phần của Talish và pháo đài Lenkoran. Ba Tư tiếp tục từ bỏ mọi yêu sách đối với Daghestan, Georgia, Mingrelia, Imeretia và Abkhazia".
1. Bao gồm các vùng đất:
  1. Tất cả các thành phố, thị trấn và làng mạc của Gruzia, bao gồm tất cả các làng mạc và thị trấn trên bờ Biển Đen, chẳng hạn như:
  2. Mingrelia,
  3. Abkhazia,
  4. Imereti,
  5. Guria;
  6. Hầu hết các thành phố, thị trấn và làng mạc của các hãn quốc ở Nam Kavkaz và một phần Bắc Kavkaz:
  7. Hãn quốc Baku,
  8. Hãn quốc Shirvan,
  9. Hãn quốc Derbent,
  10. Hãn quốc Karabakh,
  11. Hãn quốc Ganja,
  12. Hãn quốc Shaki,
  13. Hãn quốc Quba,
  14. một phần của Hãn quốc Talysh;
2. Iran mất mọi quyền đi lại trên Biển Caspi, và Nga được cấp độc quyền để đồn trú hạm đội quân sự của mình tại Biển Caspi.
3. Cả hai nước đều đồng ý thiết lập thương mại tự do, với việc người Nga được tự do tiếp cận kinh doanh ở bất kỳ nơi nào tại Iran.
4. Iran cũng được tiếp cận hoàn toàn và tự do kinh doanh trên lãnh thổ của Nga, nhưng cả hai đều phải trả thuế giá trị gia tăng 5% đối với bất kỳ mặt hàng nào được nhập khẩu vào mỗi quốc gia tương ứng, do đó được coi là thuế nhập khẩu/xuất khẩu nhẹ.[18]
5. Đổi lại, Nga hứa sẽ ủng hộ Abbas Mirza làm người thừa kế ngai vàng Iran sau cái chết của Fath Ali Shah Qajar.

## Đánh giá
Cho đến tận ngày nay, Iran luôn xem 2 hiệp ước Gulistan và Turkmenchay là những thoả thuận bất bình đẳng và ô nhục. Người Iran cũng xem hiệp ước này là lý do chính khiến Fath Ali Shah Qajar bị coi là một trong những nhà cai trị vô năng nhất của Iran trong quá khứ. Các học giả ở Azerbaijan chỉ ra rằng Hãn quốc Karabakh, nơi hiệp ước được ký kết, đã theo đuổi chính sách đối ngoại độc lập từ năm 1795, khi "Ibrahim Khalil Khan, wali xứ Qarabagh, lo sợ cho nền độc lập của mình, đã cảnh báo Sultan Selim III của Đế quốc Ottoman về tham vọng của người Nga trong việc chinh phục Azerbaijan và sau đó là Qarabagh, Erivan và Gruzia của Agha Muhammad Khan. Cùng năm đó, Muhammad Khan, hakim xứ Erivan, cũng đã viết một lá thư cho Selim III, cảnh báo ông về 'hành vi xâm lược và tìm kiếm sự bảo vệ của Đế chế Ottoman' của Agha Muhammad.
Các nhà sử học Nga cho rằng việc Đế chế Nga sáp nhập Transcaucasia đã bảo vệ người dân địa phương khỏi các cuộc xâm lược liên tục của Iran và Ottoman, và các nhà nước Cơ đốc giáo ở Kavkaz đã được giải phóng khỏi sự đàn áp của người Hồi giáo, điều này đảm bảo hòa bình và ổn định trong khu vực.
Điều quan trọng đối với việc ký kết hiệp ước là thỏa thuận giữa Fath Ali Shah và Anh. Với thất bại trong Chiến tranh Nga-Iran, Shah hiểu rằng một cuộc tấn công khác của người Nga gần như là điều không thể tránh khỏi. Anh coi một cuộc chiến như vậy là không thể thắng đối với người Iran, vì vậy đã lợi dụng điểm yếu của Iran để củng cố các vấn đề đối ngoại của họ trong khu vực. Sử dụng các mối quan hệ ngoại giao mới tìm thấy của mình với người Anh, Iran đã thành lập Hiệp ước Liên minh Phòng thủ vào năm 1812, trong đó người Anh hứa rằng sẽ "đề xuất một liên minh phòng thủ chống lại các cuộc xâm lược trong tương lai của Nga". Các điều khoản của hiệp ước về cơ bản nêu rõ rằng Iran sẽ chống lại bất kỳ đội quân châu Âu nào tiến vào tiểu lục địa Ấn Độ, nơi đồn trú quân đội Anh, và đổi lại, Anh sẽ cung cấp quân sự và tài chính để Iran chống lại bất kỳ cuộc tấn công nào trong tương lai của Nga.